# Episodi de I Saurini e i viaggi del meteorite nero (seconda stagione)
La seconda stagione della serie animata I Saurini e i viaggi del meteorite nero è stata trasmessa in prima visione assoluta su Rai 2 dal 15 febbraio al 22 marzo 2011.
| nº | Titolo originale              | Prima TV Italia  |
| -- | ----------------------------- | ---------------- |
| 1  | La nuova missione             | 15 febbraio 2011 |
| 2  | Sayonara Saurini              | 16 febbraio 2011 |
| 3  | La pentola d'oro              | 17 febbraio 2011 |
| 4  | Mistero a Slipy Town          | 18 febbraio 2011 |
| 5  | Cuccioli e guerrieri          | 21 febbraio 2011 |
| 6  | L'acchiappanimali             | 22 febbraio 2011 |
| 7  | Il segno di Zorro             | 23 febbraio 2011 |
| 8  | Indietro nel tempo            | 24 febbraio 2011 |
| 9  | La montagna degli dei         | 25 febbraio 2011 |
| 10 | Viaggio al centro della terra | 28 febbraio 2011 |
| 11 | Operazione margherita         | 1º marzo 2011    |
| 12 | Un robot a vapore             | 2 marzo 2011     |
| 13 | L'ira del vulcano             | 3 marzo 2011     |
| 14 | Minisaurini                   | 4 marzo 2011     |
| 15 | Ranu Matador                  | 7 marzo 2011     |
| 16 | Le quattro note               | 8 marzo 2011     |
| 17 | Il principe ranocchio         | 9 marzo 2011     |
| 18 | Un mondo di robot             | 10 marzo 2011    |
| 19 | Attenti all'albero            | 11 marzo 2011    |
| 20 | Futebol                       | 14 marzo 2011    |
| 21 | Tutti per uno uno per tutti   | 15 marzo 2011    |
| 22 | Mondo Punk                    | 16 marzo 2011    |
| 23 | Occhio all'ufo                | 17 marzo 2011    |
| 24 | L'età della ruota             | 18 marzo 2011    |
| 25 | Avventura nello spazio        | 21 marzo 2011    |
| 26 | Ritorno alle origini          | 22 marzo 2011    |